# Alter Pedroso
Alter Pedroso es una localidad de la freguesia y municipio de alter do Chão. Fue villa y sede del municipio hasta inicios del liberalismo. Estaba constituido por la freguesia de la sede. Cuando la extinción también fue incorporado en el municipio Cabeço de Vide, que sin embargo ha sido borrado. La freguesia también se extinguió en el siglo XIX y se adjuntó a Alter do Chão.

## Patrimonio
- Castillo de Alter Pedroso

- Datos: Q5475535